# Lauren
Lauren is een Engelse voornaam, die zowel als jongensnaam als als meisjesnaam kan worden gebruikt. In Nederland komt de naam vooral voor als meisjesnaam.
De naam is afgeleid van de naam Laurentius. Dit is Latijn voor "uit Laurentum", iemand uit de stad Laurentum in Latium. De naam wordt ook in verband gebracht met laurier, dus "de gelauwerde".
Andere afgeleiden van de naam Laurentius zijn: Lara, Lars, Larry, Laurens en Laura.

## Bekende naamdraagsters
- Lauren Bacall (1924 - 2014), Amerikaanse actrice
- Lauren De Ruyck, Belgische actrice/zangeres
- Lauren Versnick, Belgisch actrice, producer en model
- Lauren Verster,  Nederlandse programmamaakster/presentatrice
- Lauren, Nederlandse zangeres/artiest

## Bekende naamdragers
- Lauren Etame Mayer, Kameroense voetballer